# Papyrus Bodmer
Pour les articles homonymes, voir Bodmer.

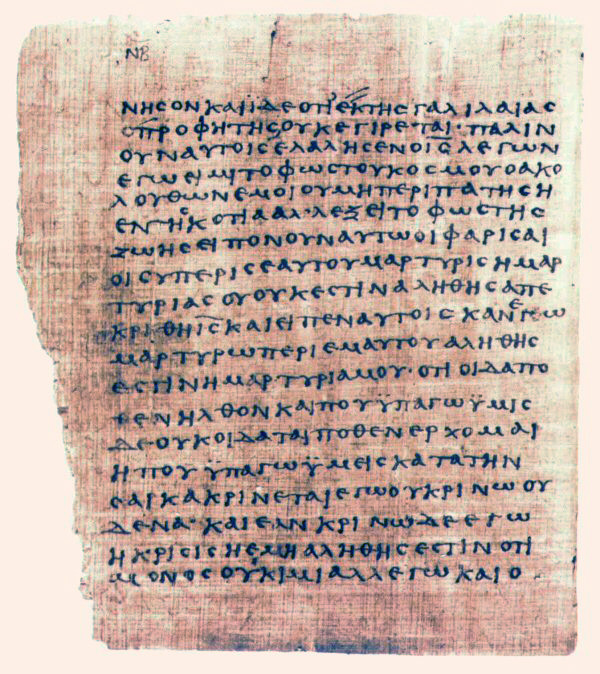
Le Papyrus 66 (P^{66}) des Papyri Bodmer, qui contient un texte de l'Évangile selon Jean.

Les Papyri Bodmer sont un ensemble de vingt-deux papyri découverts en Égypte en 1952. Ils portent le nom de Martin Bodmer, qui les acquiert à cette date. Ils contiennent des morceaux de l'Ancien et du Nouveau Testament, de la littérature chrétienne ancienne, des textes d'Homère et de Ménandre. Le plus ancien, P66 est daté d'environ 200 apr. J.-C.
La plupart des papyri sont conservés par la Fondation Martin Bodmer, à Cologny, près de Genève (Suisse). Trois papyri sont conservés actuellement à la Bibliothèque vaticane : en 2007, elle a reçu les Papyri Bodmer XIV et XV (P75). Elle avait reçu auparavant le Papyrus Bodmer VIII (P72).

## Histoire

### Origine
Les Papyri Bodmer sont découverts en 1952 à Pabau, près de Dishna (en), dans le centre de l'Égypte. Le site correspond à l'ancien quartier général de l'ordre monastique fondé par Pacôme, considéré comme le fondateur du cénobitisme. Le site est par ailleurs situé non loin de Nag Hammadi, près d'un autre monastère pacômien, Chenoboskion (en), où ont été trouvés en 1945 treize codex en langue copte datant du IVe siècle. Les manuscrits sont rassemblés en secret par un Chypriote habitant Le Caire, Phokion Jean Tanos (en), puis transportés en Suisse après leur achat par Martin Bodmer. En 1954, la Bibliothèque Bodmer commence une série de publications qui a pour but de rendre les papyri accessibles aux chercheurs : les textes sont accompagnés d'une traduction en français et d'une introduction.

### Acquisition par le Vatican
En octobre 2006, la Fondation Martin Bodmer annonce son intention de vendre les Papyri Bodmer XIV-XV (P75) pour plusieurs millions de dollars, afin de financer le musée ouvert au grand public en 2003. Cette annonce consterne les chercheurs du monde entier qui craignent que l'unité de la collection ne soit ainsi détruite.
Les papyri sont achetés par l'Américain Frank Hanna III, d'Atlanta, pour un prix « significatif », resté secret. En janvier 2007, Hanna offre les papyri au pape Benoît XVI. Ils sont conservés à la Bibliothèque du Vatican et restent accessibles aux chercheurs qualifiés. Il est prévu que des extraits soient rendus accessibles au grand public. Les papyri sont transportés par avion de Berne (Suisse) à l'aéroport de Fiumicino (Rome). De là, ils ont été accompagnés au Vatican par un « cortège d'automobiles entouré d'hommes en armes »,.
Le 17 avril 2008, le pape Benoît XVI offre un fac-similé du papyrus Bodmer VIII à l'université catholique d'Amérique.

## Description
Les Papyri Bodmer ne proviennent pas d'une cache gnostique comme la bibliothèque de Nag Hammadi. Ils contiennent des textes païens et chrétiens, en tout près de 35 livres incomplets, écrits majoritairement en grec ancien, mais aussi en copte. Ils se composent aussi de fragments de correspondances et de plusieurs textes individuels, dont le nombre est proche de cinquante. La plupart se présentent sous la forme de codex, quelques-uns sous la forme de rouleaux écrits sur du parchemin. Les livres V et VI de l'Iliade d'Homère (Papyrus Bodmer I) et trois comédies de Ménandre (Le Dyscolos [Payprus Bodmer IV]), La Samienne et Le Bouclier), font partie des papyri. 
Surtout, les Papyri Bodmer comptent plusieurs textes évangéliques : Papyrus Bodmer II (P66) est un texte de l'Évangile selon Jean, daté du début du IIIe siècle selon la tradition des manuscrits appelée type de texte alexandrin. À part le fragment de Papyrus P52, il s'agit du plus ancien texte écrit de l'Évangile selon Jean ; il omet les épisodes de la marche sur l'eau (Jean 5:3b-4) et de la femme adultère (Jean 7:53-8:11).
P72 (Bodmer VIII) est la plus ancienne copie connue de l'Épître de Jude, et des Épîtres 1 et 2 de Pierre.
P75 (Bodmer XIV-XV) est un codex fragmentaire contenant la plus grande partie des évangiles selon Luc et selon Jean. En comparant les deux versions de l'évangile selon Jean des Papyri Bodmer avec celle des papyri Chester Beatty du IIIe siècle, Floyd V. Filson a acquis la conviction que "ces trois papyri qui trouvent leur origine en Égypte indiquent qu'il n'existait pas de texte uniforme des évangiles en Égypte au troisième siècle".
L'ensemble comprend aussi des textes chrétiens qui plus tard ont été considérés comme apocryphes comme le Protévangile de Jacques. La plus ancienne copie connue de la Troisième épître aux Corinthiens figure dans le Papyrus Bodmer X. Il y a un lexique gréco-latin de quelques lettres de Paul et des fragments de l'homélie pascale de Méliton de Sardes. Y figure aussi une œuvre chrétienne : la Vision de Dorotheus, fils de "Quintus le poète" attribuée au poète grec du IIIe ou IVe siècle Quintus de Smyrne, écrite en hexamètres, langue homérique archaïque.
La collection comprend également des textes non littéraires comme une collection de lettres de pères supérieurs au monastère de Saint Pacôme, ce qui laisse supposer que l'ensemble des papyri serait en fait une partie de la bibliothèque d'un monastère.
Le plus récent des papyri Bodmer (P74) daterait du VIe ou VIIe siècle.